# ندر (ننور)
ندر (بالفارسية: ندر) هي قرية تقع في إيران في قسم ننور الريفي.